# Soleymieu
Soleymieu ist eine französische Gemeinde mit 849 Einwohnern (Stand: 1. Januar 2022) im Département Isère in der Region Auvergne-Rhône-Alpes. Sie gehört zum Arrondissement La Tour-du-Pin und ist Teil des Kantons Morestel. Die Einwohner werden Soleymiards genannt.

## Geografie
Soleymieu liegt etwa 40 Kilometer ostsüdöstlich von Lyon. Umgeben wird Soleymieu von den Nachbargemeinden Siccieu-Saint-Julien-et-Carisieu im Norden und Nordwesten, Courtenay im Osten, Passins im Osten und Südosten, Sermérieu im Südosten, Salagnon im Süden sowie Trept im Westen und Nordwesten.

## Bevölkerungsentwicklung
| Jahr                       | 1962 | 1968 | 1975 | 1982 | 1990 | 1999 | 2006 | 2018 |
| -------------------------- | ---- | ---- | ---- | ---- | ---- | ---- | ---- | ---- |
| Einwohner                  | 287  | 277  | 274  | 377  | 434  | 574  | 660  | 780  |
| Quellen: Cassini und INSEE |      |      |      |      |      |      |      |      |

## Verkehr
Soleymieu hatte seit 1881 einen Bahnhof an der Bahnstrecke von Lyon nach Aoste-Saint-Genix (Chemin de fer de l'Est de Lyon). Der Personenverkehr wurde 1947 eingestellt.

## Sehenswürdigkeiten
- Schloss Montagnieu aus dem 14./15. Jahrhundert

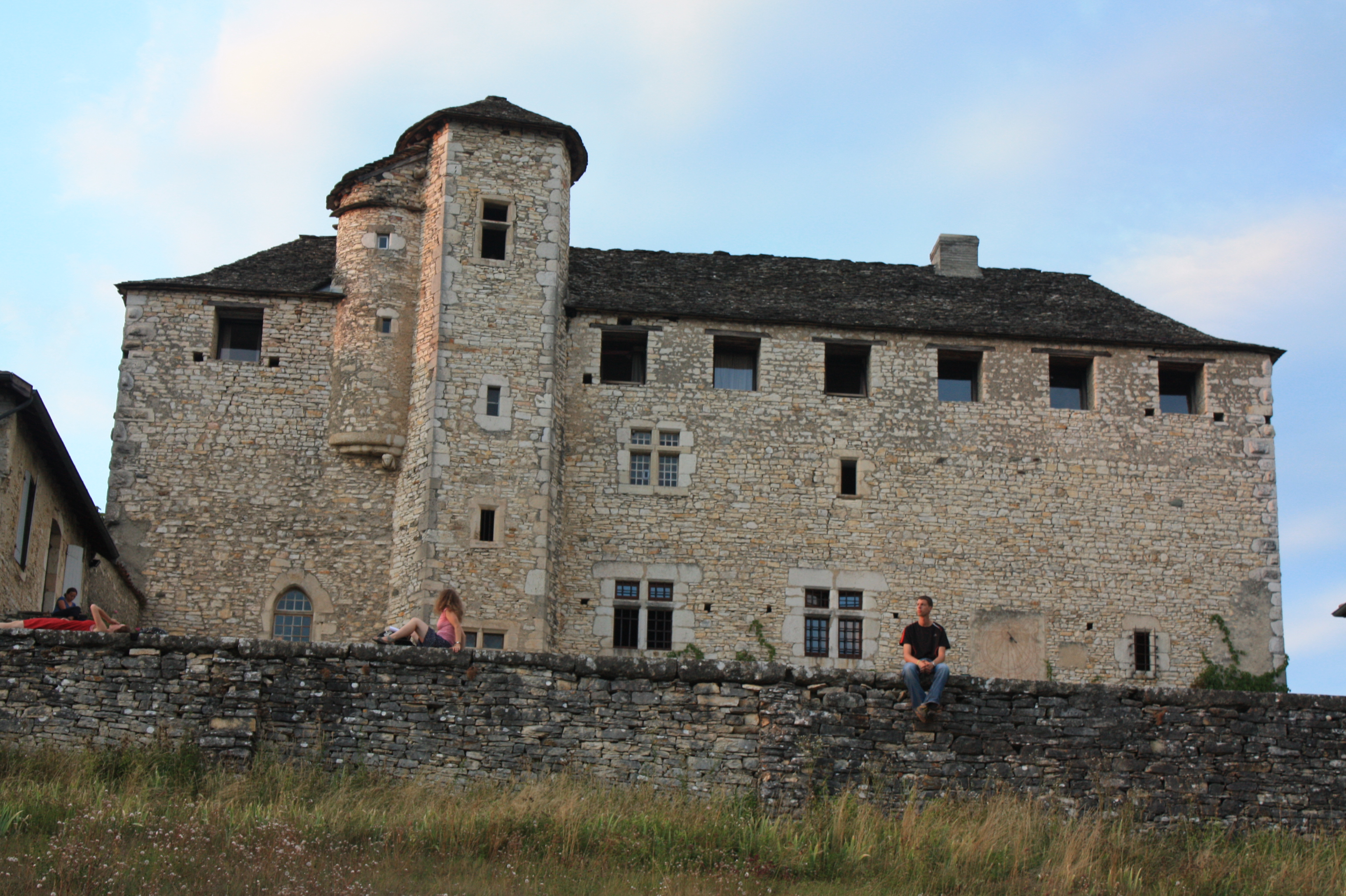
Schloss Montagnieu